# Symfonie nr. 1 (de Meij)
Symfonie nr. 1, "The Lord of the Rings" is een compositie voor symfonieorkest of harmonieorkest van de Nederlandse componist Johan de Meij uit 1988. Het werk was zijn eerste compositie voor harmonieorkest. Daarvoor was De Meij vooral bekend als bewerker en arrangeur van klassieke werken en musicals voor harmonie- en fanfareorkesten.

## Compositie
Het werk is gebaseerd op het boek In de ban van de ring, van J.R.R. Tolkien. De symfonie bestaat uit vijf delen, die elk een personage of een belangrijke gebeurtenis uit het boek illustreren:
1. Gandalf (The Wizard)
2. Lothlórien (The Elvenwood)
3. Gollum (Sméagol)
4. Journey in the Dark
a. The Mines of Moria
b. The Bridge of Khazad-Dûm
5. Hobbits

De orkestratie voor symfonieorkest is in 2000 geschreven door Henk de Vlieger.

## Opnames
De compositie voor harmonieorkest is op cd opgenomen door de Koninklijke Militaire Kapel uit Den Haag onder leiding van Pierre Kuijpers, door het Amsterdam Wind Orchestra o.l.v. Arie van Beek en door het Ensemble Vents et Percussion de Quebec o.l.v. René Joly.
De versie voor symfonieorkest is door het Noord Nederlands Orkest o.l.v. Jurjen Hempel  en het London Symphony Orchestra o.l.v. David Warble op cd opgenomen. 